# Elachertus spilosomatis
Elachertus spilosomatis är en stekelart som beskrevs av Howard 1891. Elachertus spilosomatis ingår i släktet Elachertus och familjen finglanssteklar. Inga underarter finns listade i Catalogue of Life.